# Lagotis korolkowii
Lagotis korolkowii är en grobladsväxtart som först beskrevs av Eduard August von Regel och Schmalh., och fick sitt nu gällande namn av Carl Maximowicz. Lagotis korolkowii ingår i släktet Lagotis och familjen grobladsväxter. Inga underarter finns listade i Catalogue of Life.